# Riai Matsunaga
Pour les articles homonymes, voir Matsunaga.
Riai Matsunaga (松永里愛, Matsunaga Riai) est une idole japonaise, née dans la préfecture d'Osaka, au Japon, le 7 juillet 2005. Elle est membre des Juice=Juice, groupe de l'agence Hello!Project.

## Biographie
En 2015, Riai Matsunaga échoue à l'audition 2015 Angerme New Member Audition. L'année suivante elle échoue à l'audition Morning Musume. '16 « Shinseiki » Audition (Audition Morning Musume. '16 « Nouvelle Ère »).
Le 6 mars 2017, elle Intègre les Hello!Pro Kenshūsei.
En mai 2019, Riai Matsunaga remporte le prix de la meilleure performance au concert Hello!Project Kenshuusei Recital 2019, en exécutant Gatamekira des Taiyō to Ciscomoon. Le 14 juin, intègre le groupe Juice=Juice.

## Surnom
Le surnom Yafuzō est tiré de sa présentation sur son blog, vers l'été 2019.

## Groupes
- Juice=Juice (2019 -)
- Hello!Pro All Stars (2020)

## Discographie

### Albums
1. 20 avril 2022 : terzo

### Singles
1. 1er avril 2020 : Pop Music / Suki tte Itte yo
2. 28 avril 2021 : DOWN TOWN / Ganbarenai yo
3. 22 décembre 2021 : Plastic Love / Familia / Future Smile
4. 23 novembre 2022 : Zenbu Kakete GO!! / Eeny Meeny Miny Moe ~Koi no Rival Sengen~